# Liparetrus orthodoxus
Liparetrus orthodoxus är en skalbaggsart som beskrevs av Lea 1924. Liparetrus orthodoxus ingår i släktet Liparetrus och familjen Melolonthidae. Inga underarter finns listade i Catalogue of Life.